# Oryzopsis blancheana
Oryzopsis blancheana là một loài thực vật có hoa trong họ Hòa thảo. Loài này được (Desv. ex Boiss.) D.Heller mô tả khoa học đầu tiên năm 1991.